# Carl Ludwig August Bergius
Carl Ludwig August Bergius, auch August Conrad Ludwig Bergius (* 14. April 1784 in Preußisch Holland; † 8. Mai 1829) war ein deutscher Beamter.

## Leben
Carl Ludwig August Bergius war der Sohn des Ludwig Bergius (1753–1790), Regiments-Quartiermeister des Lengenfeldschen Infanterie-Regiments und dessen Ehefrau Johanna Maria Carolina (* 1. Oktober 1764; † 1833), eine Tochter des Matthias Balthasar Nicolovius (1717–1778), preußischer Hofrat beim Etatministerium in Königsberg. Carl Ludwig August hatte aus dieser Ehe noch zwei Brüder:
- Wilhelm Bergius (* 1785 in Marienwerder in Westpreußen; † 1871 in Potsdam);
- Carl Conrad Bergius (* 1788; † 1859 in Breslau), Geheimer Justizrat.

Seine Mutter heiratete nach dem Tod seines Vaters den damaligen Feldprediger des gleichen Regimentes und späteren Superintendenten Johann Gottfried Jedosch (* 19. Oktober 1755 in Bartenheim; † 17. Juni 1831). Aus dieser Ehe hatte er noch drei Halbgeschwister.
Nach dem Tod seines Vaters kam er mit seinem jüngeren Bruder zu seinem Onkel, dem Buchhändler Friedrich Nicolovius in Königsberg. Dort erhielt er anfangs Privatunterricht und besuchte ab 1795 das altstädtische Gymnasium unter Direktor Johann Michael Hamann (1769–1813). Er beendete die Schule 1802 und ging Ostern desselben Jahres an die Universität Königsberg. Während des Studiums der Kameralistik unterrichtete er den Sohn des Baron von Sacken, der ihn im Sommer 1803 auf den Landsitz in Kurland mitnahm, in dieser Zeit wurde das Studium unterbrochen. Nach der Wiederaufnahme des Studiums hörte er weiterhin die Vorlesungen des Professor Christian Jakob Kraus.
Im November 1805 ging er in ein Amt bei Gumbinnen, um dort die Landwirtschaft praktisch zu erlernen, dort blieb er bis 1807. Anschließend wurde er Referendar bei der königlichen Kriegs- und Domänenkammer in Gumbinnen, dem sein Onkel Theodor Nicolovius als Direktor vorstand. Im Juni 1811 legte er in Berlin die zweite Staatsprüfung ab und wurde als Assessor bei der Regierung für die Landschaft Neumark in Königsberg eingestellt. 1815 wurde er als Regierungsrat nach Königsberg versetzt.
1819 heiratete Carl Ludwig August Bergius die Stieftochter des Regierungsrats Wilhelm Schröer (1766–1824) aus Marienwerder, die Ehe blieb kinderlos.